# Кучеренко, Илья Захарович
Илья́ Заха́рович Кучере́нко (1868 — ?) — член I Государственной думы от Подольской губернии, крестьянин.

## Биография
Православный, крестьянин села Синьки Балтского уезда. Неграмотный.
27 марта 1906 был избран в Первую Государственную думу от общего состава выборщиков Подольского губернского избирательного собрания. Входил в Трудовую группу. Членом думских комиссий не был и с думской трибуны не выступал.
В 1908 за подстрекательство односельчан к нападению на полицейского был арестован и приговорён к 6 месяцам тюремного заключения. Дальнейшая судьба неизвестна.